# Вучетич, Антун
Антун Вучетич (хорв. Antun Vučetić; 15 мая 1924, Андриевица — 5 мая 1988, Риека) — югославский инженер-механик, член Югославской академии наук.

## Биография
Антун Вучетич родился в Черногории в 1924 году. В возрасте 28 лет он окончил Технический факультет Загребского университета по специальности «электротехника». После окончания учёбы Вучетич начал строить карьеру преподавателя на факультете машиностроения Загребского университета, где до 1984 года вёл лекции по механике. В 1966 году он под руководством инженера-механика Даворина Базьянаца защитил докторскую диссертацию по теме проблематики вибраций и колебаний определённых материалов. Дальнейшие научные исследования Вучетич проводил с точки зрения междисциплинарного подхода, применяя свои наработки в области механики в стоматолигии, криминалистике, медицине и эргономике. За свою более чем тридцатилетнюю деятельность он был награждён орденом труда с золотым венком, орденом «За боевые заслуги» с золотыми мечами и золотой медалью Югославской академии наук, членом которой он был назначен также за свои достижения.